# Thrasops jacksonii
Espèce
Synonymes
- Thrasops rothschildi Mocquard, 1905

Thrasops jacksonii  est une espèce de serpents de la famille des Colubridae.

## Répartition
Cette espèce se rencontre en Tanzanie au Kenya, en Ouganda, au Rwanda, au Burundi, au Cameroun, au Gabon, en République centrafricaine, dans l'est de la République démocratique du Congo, en République du Congo et dans le nord-ouest de la Zambie.

## Description
L'holotype de Thrasops jacksonii mesure 165 cm dont 50 cm pour la queue. Cette espèce a le corps entièrement noir et a la particularité de sentir le réglisse.

## Étymologie
Cette espèce est nommée en l'honneur de l'ornithologue Frederick John Jackson (1859-1929).

## Publication originale
- Günther, 1895 : Notice of Reptiles and Batrachians collected in the eastern half of tropical Africa. Annals and magazine of natural history, ser. 6, vol. 15 p. 523-529 (texte intégral).